# ورزشگاه ویلیاندی
ورزشگاه ویلیاندی (استونیایی: Viljandi linnastaadion) یک ورزشگاه چندمنظوره در شهر ویلیاندی، استونی است.
این ورزشگاه که در سال ۱۹۲۸ تأسیس شده دارای ۱٬۰۰۶ نفر ظرفیت است.

## نگارخانه

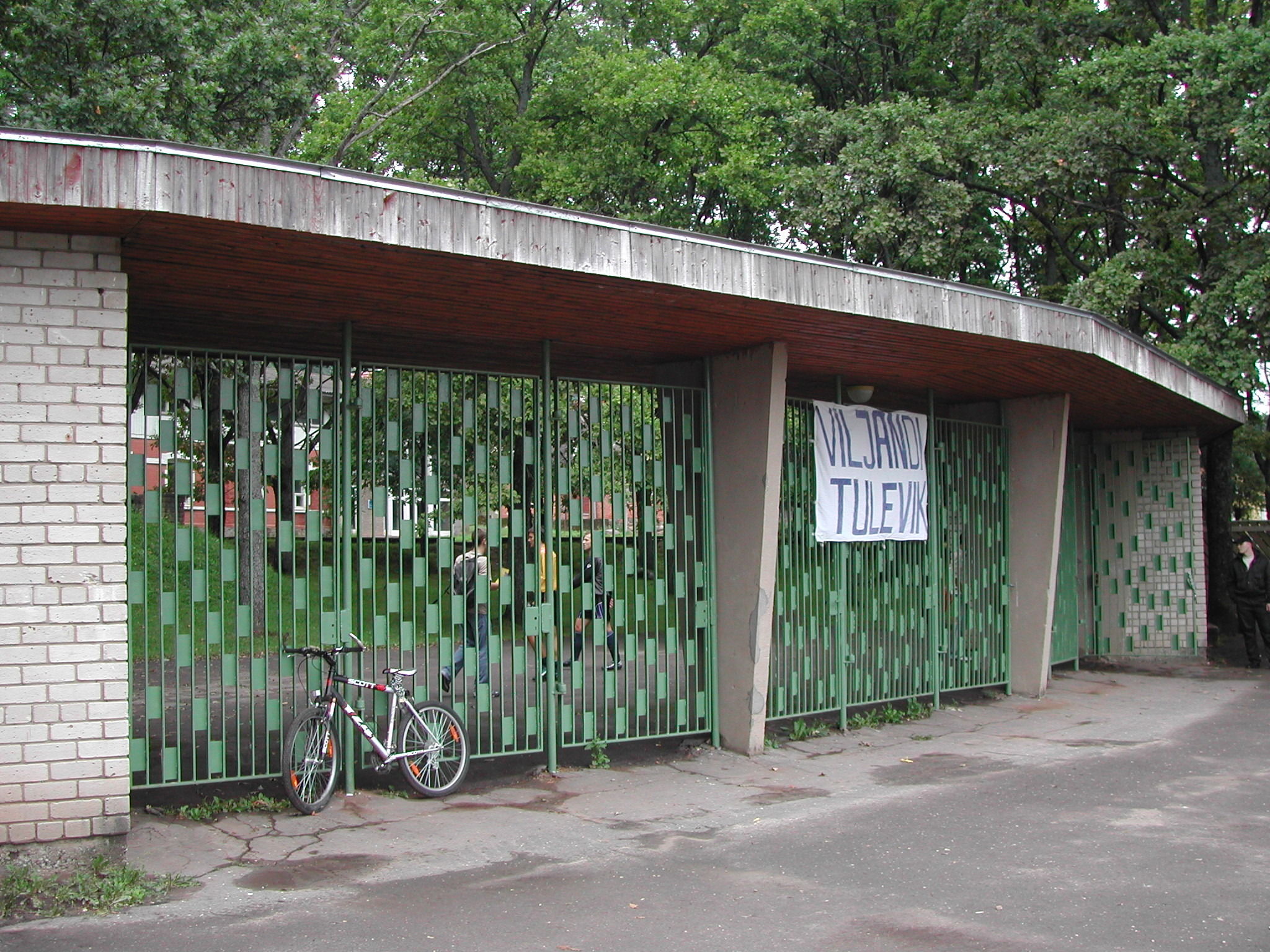
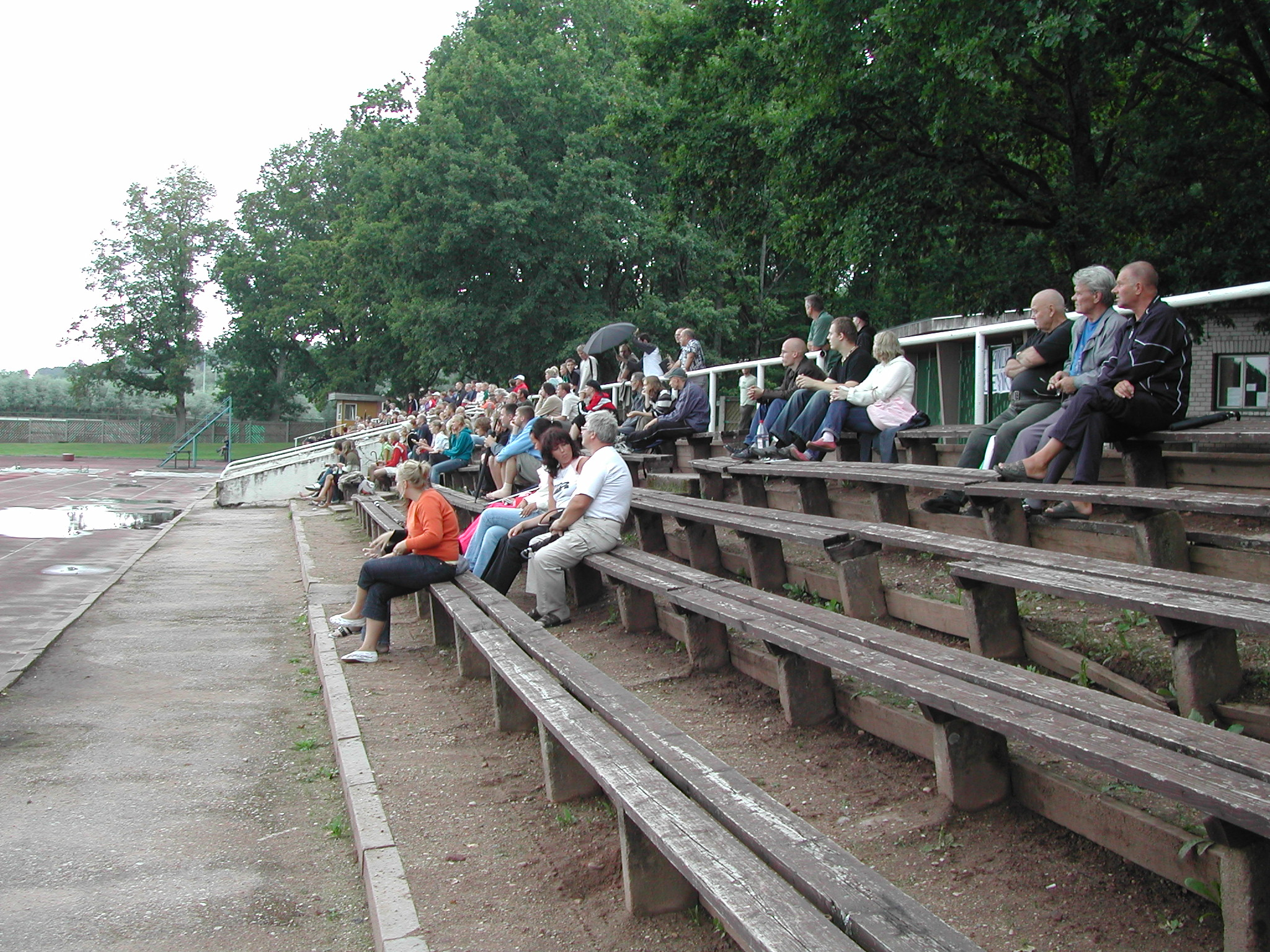
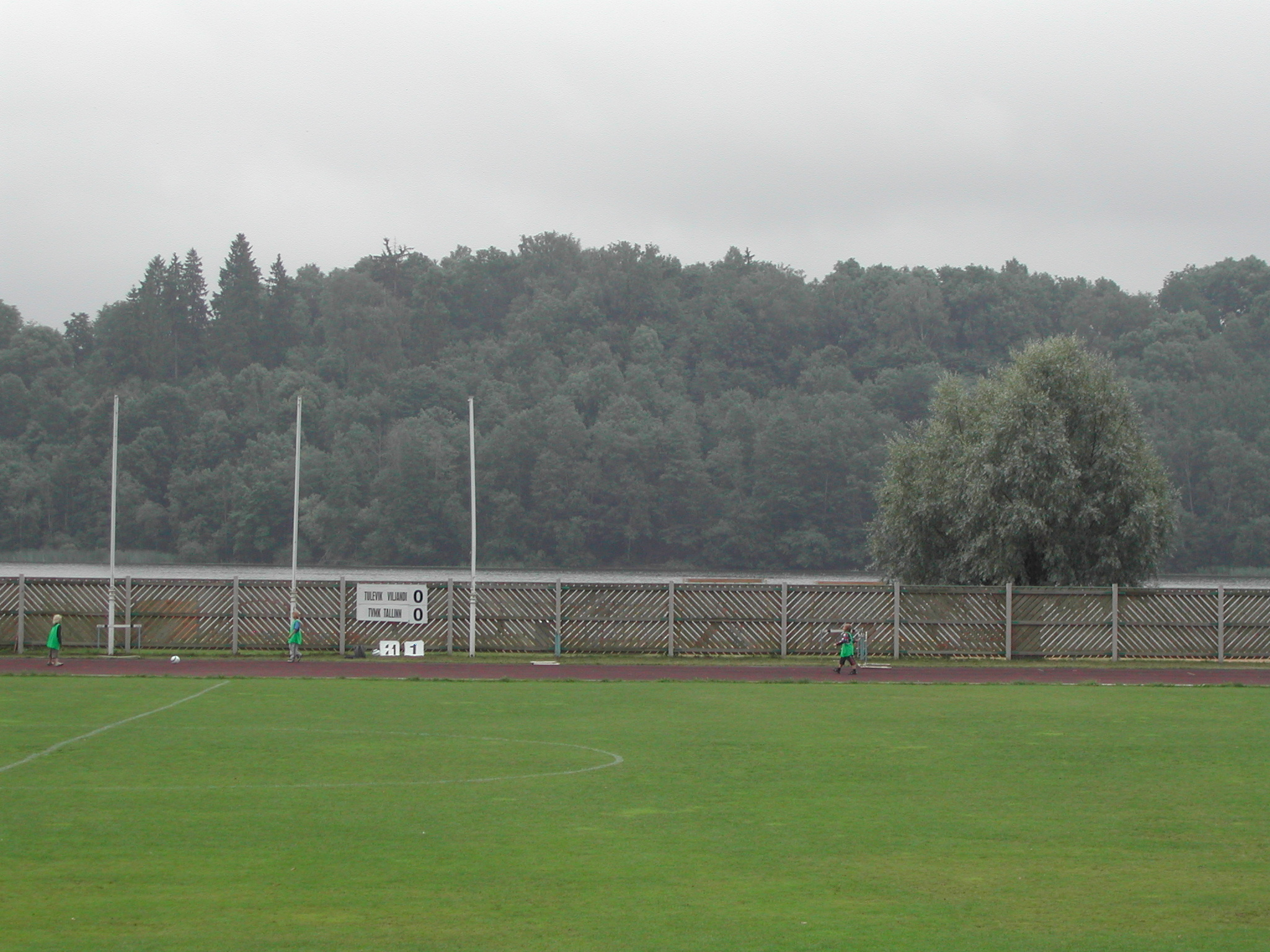
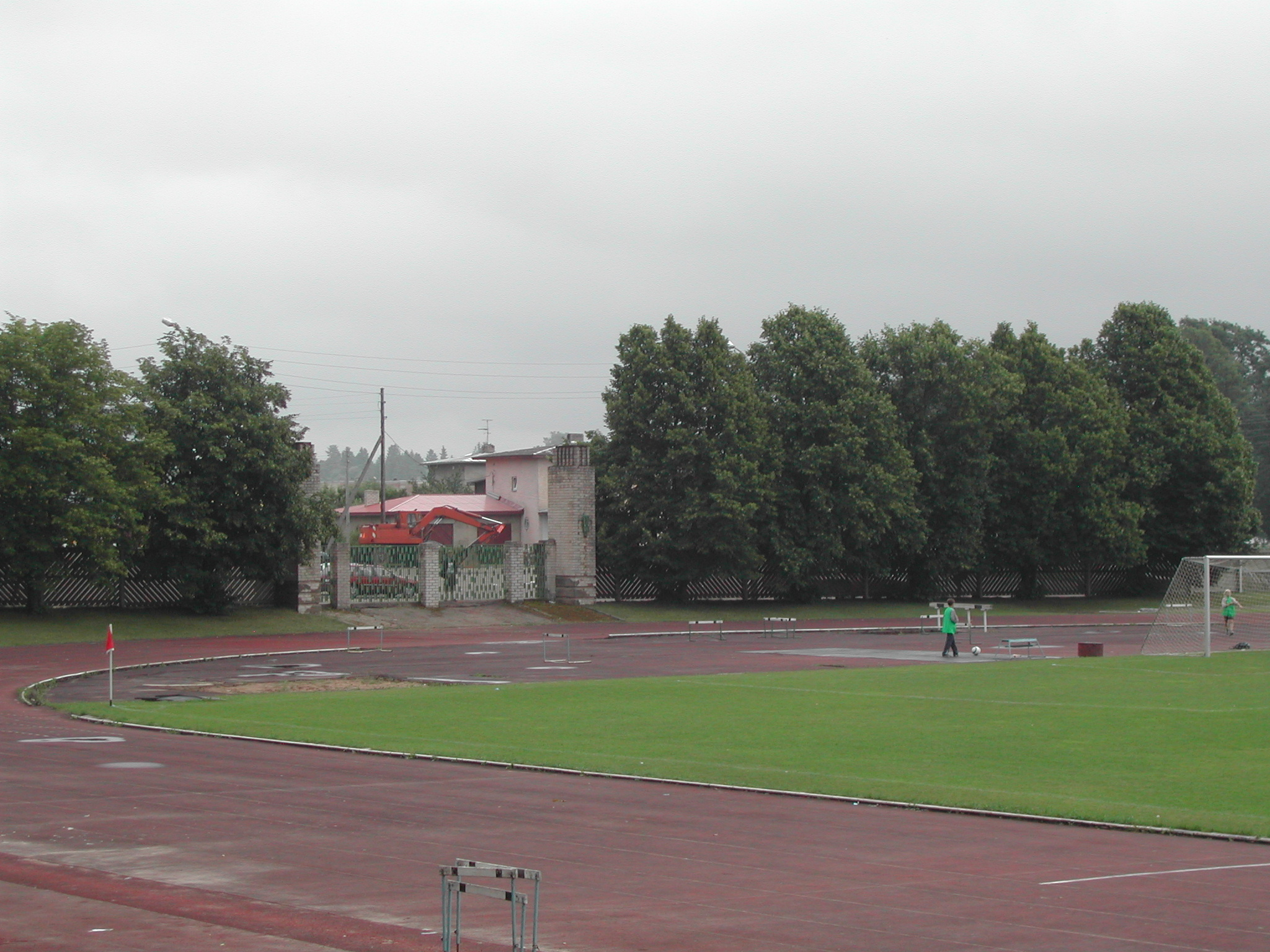